# Aftersun/アフターサン
『aftersun/アフターサン』（Aftersun）は、2022年のイギリス・アメリカ合衆国のドラマ映画。
シャーロット・ウェルズ監督の長編デビュー作で、出演はポール・メスカルとフランキー・コリオなど。
ウェルズ監督自らの経験をもとに、若い父親と11歳の娘の、トルコのひなびたリゾート地で過ごしたひと夏の思い出を、20年後に父と同じ年齢になった娘の視点で描いている。タイトルの「aftersun」は「日焼け後」の意味。
第75回カンヌ国際映画祭の批評家週間で初上映され、第76回英国アカデミー賞でウェルズ監督が英国新人賞を受賞したほか、第95回アカデミー賞ではポール・メスカルが主演男優賞にノミネートされるなど、さまざまな映画賞で高い評価を得ている（詳細は後述）。

## ストーリー
1990年代後半、スコットランドの11歳の少女ソフィは、母親と円満に別れた後にロンドンに引っ越した若い父親のカラムと一緒にトルコのリゾート地オルデニズへ旅行する。ソフィは休暇をMiniDVカメラで録画し、その映像は映画全体に散りばめられている。休暇中、ソフィはリゾート地でさまざまなイギリス人観光客と仲良くなり、彼らの様子を観察する一方で、マイケルという同年代の少年と一緒にアーケードゲームで遊ぶようになる。カラムは鬱や不安、内的葛藤の兆候を見せながらも、それを娘には隠そうと、努めて穏やかに振る舞っている。1人でいるときは、太極拳をしたり、自己啓発本を読んだりする姿が見られる。ソフィには隠れてタバコを吸う姿を見せることもある。
ある日、ソフィとカラムはスキューバダイビングに行く。そこでソフィは高価なスキューバマスクを失くしてしまう。カラムが平静を装う中、ソフィは父親の本当の気持ちを察して、マスクが高価なものなのは分かっていると言って父親に謝る。カラムはこれに驚く。そして、カラムはそばにいたダイビングインストラクターに、自分が30歳まで生きられたことに驚いたと話す。
翌日、カラムとソフィは絨毯の店に行く。そこでソフィはカラムが気に入った敷物を買うための費用に頭を悩ませている姿を目にする。カラムはソフィが一緒にいる間は購入を諦めていたが、後に1人で買いに戻る。
その夜、2人はカラオケナイトに参加し、ソフィはカラムと一緒に歌うつもりでエントリーする。ところが、ソフィがどうしても一緒に歌いたいと頼んだにもかかわらず、カラムはそっけなく断り、結局ソフィはカラムが見ている前で「ルージング・マイ・レリジョン」を1人で歌うことになる。1人で歌わされたことに怒ったソフィは、カラムと一緒にホテルの部屋に戻るのを拒み、他の観光客たちとブラブラして時間を潰すことにする。そんなソフィにマイケルは後ろから忍び寄り、ソフィを怖がらせる。その後、2人はプールサイドでキスをする。一方、カラムはビーチに行き、まっすぐ波の中へと歩いていく。ソフィがホテルの部屋に戻ると、全裸で眠っているカラムがいた。彼女は彼にそっとシーツをかける。
翌日、泥風呂に向かう途中で2人は仲直りし、カラムは昨夜の振る舞いを詫びる。ソフィはカラムを驚かせようと、彼の31歳の誕生日を祝って他の観光客たちに「彼はいいやつだ」を歌ってもらうが、その様子をカラムは冷ややかに見つめる。そこに、ホテルのベッドに腰掛けた全裸のカラムが背中を向けて1人で咽び泣く姿が重なる。その足元にはソフィへの愛を綴った葉書が落ちている。
2人で共に過ごした休暇の最後の夜、カラムとソフィは「アンダー・プレッシャー」に合わせて一緒に踊り、愛を分かち合う。翌朝、カラムとソフィは空港にやってくる。カラムは手を振るソフィを撮影しながら、母親のもとへ帰る飛行機に送り出す。
31歳の誕生日を迎えたソフィは妻と幼い子供と暮らしており、寝室にはカラムが購入した敷物が敷かれている。彼女はトルコでの休暇のカメラ映像を見ながら、父親に何が起こったのかを理解しようと記憶をたどる。この映画には抽象的で夢のようなシーンが散りばめられており、そこでは大人になったソフィが混雑したレイヴの真ん中に立ち、ストロボの光の中を狂ったように踊るカラムの姿を見ている。シーン全体を通して、ソフィは何度も彼に近づこうとし、最後にようやく2人は抱き合うが、すぐにカラムはソフィから離れ、暗闇の中に落ちて行ってしまう。
最後のシーンでは、ソフィを見送った後、カラムはカメラを片付け、空港の廊下を歩いて行き、レイヴの部屋のドアを開ける。

## キャスト
- カラム: ポール・メスカル - 31歳の誕生日を迎えようとしている父親。
- ソフィ: フランキー・コリオ（英語版） - カラムの11歳の娘。
- 31歳になった現在のソフィ: セリア・ロールソン＝ホール（英語版）

## 製作
1987年生まれのシャーロット・ウェルズ監督の自叙伝的要素を含む作品で、よく兄妹に間違えられたという彼女と父が実際にトルコで過ごした夏休みの思い出がベースになっている。16歳で父を亡くしたウェルズは、この映画を「感情的に自伝的（emotionally autobiographical）」と呼んでいるが、その表現はこの映画がどれだけ個人的なものであるかとの質問に答えるのを避ける方法として思いついたもので、確かに主人公のソフィと自分はよく似ているが、この映画は実際にはオートフィクション（自伝的作品）ではないと述べており、彼女が自分の父親に対して抱いているのと同じ感情を掘り下げているが、普遍的な経験、それは抽象的ではあるものの、両親に対する幼少期の印象と、両親の本当の姿を照らし合わせて調和させる経験も描いているとしている。
ソフィ役のフランキー・コリオは演技経験がなかったが、約800人が参加したビデオオーディションと、その後の対面で行われたキャスティングセッションを経て選ばれた。
ウェルズ監督は、父のカラムを31歳の誕生日を迎えようとしている設定にした理由として「29歳から30歳になる誕生日には、意味がありすぎる。30〜31歳は、自分がいるべきところにいないような不安がいまだにつきまとう年頃だと思います。年上の大人も、ソフィのような年下の子どももいて、自分はその境目にいる。」と説明している。また、娘のソフィを11歳に設定した理由については「まだ子どもでありながら、思春期に片足（を）踏み入れている年頃であり、世界に対峙する自意識というものに気づき始める年齢だから」と述べている。
米国での一般劇場公開日の2022年10月21日に、ウェルズ監督は配給会社のA24を通じ、本作制作の原点となった自分の幼い頃の写真と当時の父親の写真を公開している。

## 作品の評価

### 映画批評家によるレビュー
Rotten Tomatoesによれば、243件の評論のうち高評価は96%にあたる233件で、平均点は10点満点中8.8点、批評家の一致した見解は「フランキー・コリオの素晴らしい演技に導かれ、『aftersun/アフターサン』は愛する人との思い出とその人の本当の姿との交差点へと観客を巧みにいざなっている。」となっている。
Metacriticによれば、46件の評論のうち、高評価は45件、賛否混在は1件、低評価はなく、平均点は100点満点中95点となっている。
日本では、映画レビューサービス「Filmarks」による2023年5月第4週公開映画の初日満足度ランキングで第1位を獲得した他、シネマトゥデイの5人のライターによる評価の平均点は5点満点中4.4点となっている。

### 受賞歴
| 賞                                    | 日付           | 部門                                                             | 対象者                                  | 結果       | 参照                 |
| ------------------------------------- | -------------- | ---------------------------------------------------------------- | --------------------------------------- | ---------- | -------------------- |
| ゴッサム・インディペンデント映画賞    | 2022年11月28日 | 作品賞                                                           |                                         | ノミネート | [ 17 ]               |
| ゴッサム・インディペンデント映画賞    | 2022年11月28日 | ブレイクスルー監督賞                                             | シャーロット・ウェルズ                  | 受賞       | [ 17 ]               |
| ゴッサム・インディペンデント映画賞    | 2022年11月28日 | ブレイクスルー演技賞                                             | フランキー・コリオ                      | ノミネート | [ 17 ]               |
| ゴッサム・インディペンデント映画賞    | 2022年11月28日 | 主演俳優賞                                                       | ポール・メスカル                        | ノミネート | [ 17 ]               |
| ニューヨーク映画批評家協会賞          | 2022年12月2日  | 第一回作品賞（新人監督賞）                                       | シャーロット・ウェルズ                  | 受賞       | [ 18 ]               |
| 英国インディペンデント映画賞          | 2022年12月4日  | 作品賞                                                           |                                         | 受賞       | [ 19 ] [ 20 ] [ 21 ] |
| 英国インディペンデント映画賞          | 2022年12月4日  | 監督賞                                                           | シャーロット・ウェルズ                  | 受賞       | [ 19 ] [ 20 ] [ 21 ] |
| 英国インディペンデント映画賞          | 2022年12月4日  | 共同主演俳優賞                                                   | フランキー・コリオ/ポール・メスカル     | ノミネート | [ 19 ] [ 20 ] [ 21 ] |
| 英国インディペンデント映画賞          | 2022年12月4日  | ブレイクスルー俳優賞                                             | フランキー・コリオ                      | ノミネート | [ 19 ] [ 20 ] [ 21 ] |
| 英国インディペンデント映画賞          | 2022年12月4日  | 脚本賞                                                           | シャーロット・ウェルズ                  | 受賞       | [ 19 ] [ 20 ] [ 21 ] |
| 英国インディペンデント映画賞          | 2022年12月4日  | キャスティング賞                                                 | ルーシー・パーディ                      | ノミネート | [ 19 ] [ 20 ] [ 21 ] |
| 英国インディペンデント映画賞          | 2022年12月4日  | 撮影賞                                                           | グレゴリー・オーケ                      | 受賞       | [ 19 ] [ 20 ] [ 21 ] |
| 英国インディペンデント映画賞          | 2022年12月4日  | 衣装デザイン賞                                                   | フランク・ギャラチャー                  | ノミネート | [ 19 ] [ 20 ] [ 21 ] |
| 英国インディペンデント映画賞          | 2022年12月4日  | 編集賞                                                           | ブレア・マクレンドン                    | 受賞       | [ 19 ] [ 20 ] [ 21 ] |
| 英国インディペンデント映画賞          | 2022年12月4日  | 英国インディペンデント映画賞 メイクアップ&ヘアデザイン賞         | オヤ・アイゴーシュ ムラット・チャーイン | ノミネート | [ 19 ] [ 20 ] [ 21 ] |
| 英国インディペンデント映画賞          | 2022年12月4日  | 作曲賞                                                           | オリヴァー・コーツ                      | ノミネート | [ 19 ] [ 20 ] [ 21 ] |
| 英国インディペンデント映画賞          | 2022年12月4日  | 音楽監督賞                                                       | ルーシー・ブライト                      | 受賞       | [ 19 ] [ 20 ] [ 21 ] |
| 英国インディペンデント映画賞          | 2022年12月4日  | 美術賞                                                           | バイルール・トゥラン                    | ノミネート | [ 19 ] [ 20 ] [ 21 ] |
| 英国インディペンデント映画賞          | 2022年12月4日  | 音響賞                                                           | ジョヴァン・アジェール                  | ノミネート | [ 19 ] [ 20 ] [ 21 ] |
| 英国インディペンデント映画賞          | 2022年12月4日  | 新人監督賞                                                       | シャーロット・ウェルズ                  | 受賞       | [ 19 ] [ 20 ] [ 21 ] |
| 英国インディペンデント映画賞          | 2022年12月4日  | 新人脚本賞                                                       | シャーロット・ウェルズ                  | ノミネート | [ 19 ] [ 20 ] [ 21 ] |
| ナショナル・ボード・オブ・レビュー    | 2022年12月8日  | トップ10作品                                                     |                                         | 受賞       | [ 22 ]               |
| ナショナル・ボード・オブ・レビュー    | 2022年12月8日  | 新人監督賞                                                       | シャーロット・ウェルズ                  | 受賞       | [ 22 ]               |
| ボストン映画批評家協会賞              | 2022年12月11日 | 新人映画製作者賞                                                 | シャーロット・ウェルズ                  | 受賞       | [ 23 ]               |
| ボストン映画批評家協会賞              | 2022年12月11日 | 編集賞                                                           | ブレア・マクレンドン                    | 受賞       | [ 23 ]               |
| ロサンゼルス映画批評家協会賞          | 2022年12月11日 | 編集賞                                                           | ブレア・マクレンドン                    | 受賞       | [ 24 ]               |
| シカゴ映画批評家協会賞                | 2022年12月14日 | 作品賞                                                           |                                         | ノミネート | [ 25 ]               |
| シカゴ映画批評家協会賞                | 2022年12月14日 | 男優賞                                                           | ポール・メスカル                        | ノミネート | [ 25 ]               |
| シカゴ映画批評家協会賞                | 2022年12月14日 | 脚本賞                                                           | シャーロット・ウェルズ                  | ノミネート | [ 25 ]               |
| シカゴ映画批評家協会賞                | 2022年12月14日 | 編集賞                                                           | ブレア・マクレンドン                    | ノミネート | [ 25 ]               |
| シカゴ映画批評家協会賞                | 2022年12月14日 | ミロス・シュテーリック・ブレイクスルー・フィルムメーカー賞       | シャーロット・ウェルズ                  | 受賞       | [ 25 ]               |
| シカゴ映画批評家協会賞                | 2022年12月14日 | 有望俳優賞                                                       | フランキー・コリオ                      | ノミネート | [ 25 ]               |
| フロリダ映画批評家協会賞              | 2022年12月22日 | 作品賞                                                           |                                         | ノミネート | [ 26 ]               |
| フロリダ映画批評家協会賞              | 2022年12月22日 | 監督賞                                                           | シャーロット・ウェルズ                  | ノミネート | [ 26 ]               |
| フロリダ映画批評家協会賞              | 2022年12月22日 | 主演男優賞                                                       | ポール・メスカル                        | ノミネート | [ 26 ]               |
| フロリダ映画批評家協会賞              | 2022年12月22日 | 新人監督賞                                                       | シャーロット・ウェルズ                  | 受賞       | [ 26 ]               |
| フロリダ映画批評家協会賞              | 2022年12月22日 | ブレイクアウト賞                                                 | フランキー・コリオ                      | 次点       | [ 26 ]               |
| 女性映画ジャーナリスト同盟賞（EDA賞） | 2023年1月5日   | 監督賞                                                           | シャーロット・ウェルズ                  | ノミネート | [ 27 ]               |
| 女性映画ジャーナリスト同盟賞（EDA賞） | 2023年1月5日   | 主演男優賞                                                       | ポール・メスカル                        | ノミネート | [ 27 ]               |
| 女性映画ジャーナリスト同盟賞（EDA賞） | 2023年1月5日   | 脚本賞                                                           | シャーロット・ウェルズ                  | ノミネート | [ 27 ]               |
| 女性映画ジャーナリスト同盟賞（EDA賞） | 2023年1月5日   | 女性監督賞                                                       | シャーロット・ウェルズ                  | ノミネート | [ 27 ]               |
| 女性映画ジャーナリスト同盟賞（EDA賞） | 2023年1月5日   | 女性脚本賞                                                       | シャーロット・ウェルズ                  | ノミネート | [ 27 ]               |
| 女性映画ジャーナリスト同盟賞（EDA賞） | 2023年1月5日   | 女性ブレイクスルー演技賞                                         | フランキー・コリオ                      | ノミネート | [ 27 ]               |
| 全米映画批評家協会賞                  | 2023年1月7日   | 作品賞                                                           |                                         | 次点       | [ 28 ]               |
| 全米映画批評家協会賞                  | 2023年1月7日   | 監督賞                                                           | シャーロット・ウェルズ                  | 受賞       | [ 28 ]               |
| 全米映画批評家協会賞                  | 2023年1月7日   | 主演男優賞                                                       | ポール・メスカル                        | 次点       | [ 28 ]               |
| トロント映画批評家協会賞              | 2023年1月8日   | 作品賞                                                           |                                         | 受賞       | [ 29 ]               |
| トロント映画批評家協会賞              | 2023年1月8日   | 監督賞                                                           | シャーロット・ウェルズ                  | 受賞       | [ 29 ]               |
| トロント映画批評家協会賞              | 2023年1月8日   | 主演男優賞                                                       | ポール・メスカル                        | 受賞       | [ 29 ]               |
| トロント映画批評家協会賞              | 2023年1月8日   | 第一回作品賞                                                     |                                         | 受賞       | [ 29 ]               |
| クリティクス・チョイス・アワード      | 2023年1月15日  | 主演男優賞                                                       | ポール・メスカル                        | ノミネート | [ 30 ]               |
| クリティクス・チョイス・アワード      | 2023年1月15日  | 若手俳優賞                                                       | フランキー・コリオ                      | ノミネート | [ 30 ]               |
| クリティクス・チョイス・アワード      | 2023年1月15日  | 脚本賞                                                           | シャーロット・ウェルズ                  | ノミネート | [ 30 ]               |
| シアトル映画批評家協会賞              | 2023年1月17日  | 作品賞                                                           |                                         | ノミネート | [ 31 ]               |
| シアトル映画批評家協会賞              | 2023年1月17日  | 監督賞                                                           | シャーロット・ウェルズ                  | ノミネート | [ 31 ]               |
| シアトル映画批評家協会賞              | 2023年1月17日  | 主演男優賞                                                       | ポール・メスカル                        | ノミネート | [ 31 ]               |
| シアトル映画批評家協会賞              | 2023年1月17日  | 編集賞                                                           | ブレア・マクレンドン                    | ノミネート | [ 31 ]               |
| シアトル映画批評家協会賞              | 2023年1月17日  | 若手俳優賞                                                       | フランキー・コリオ                      | 受賞       | [ 31 ]               |
| ロンドン映画批評家協会賞              | 2023年2月5日   | 作品賞                                                           |                                         | ノミネート | [ 32 ]               |
| ロンドン映画批評家協会賞              | 2023年2月5日   | 監督賞                                                           | シャーロット・ウェルズ                  | ノミネート | [ 32 ]               |
| ロンドン映画批評家協会賞              | 2023年2月5日   | 主演男優賞                                                       | ポール・メスカル                        | ノミネート | [ 32 ]               |
| ロンドン映画批評家協会賞              | 2023年2月5日   | 脚本賞                                                           | シャーロット・ウェルズ                  | ノミネート | [ 32 ]               |
| ロンドン映画批評家協会賞              | 2023年2月5日   | 作品賞（イギリス映画およびアイルランド映画）                     |                                         | ノミネート | [ 32 ]               |
| ロンドン映画批評家協会賞              | 2023年2月5日   | 男優賞（イギリス映画およびアイルランド映画）                     | ポール・メスカル                        | ノミネート | [ 32 ]               |
| ロンドン映画批評家協会賞              | 2023年2月5日   | 若手俳優賞（イギリス映画およびアイルランド映画）                 | フランキー・コリオ                      | 受賞       | [ 32 ]               |
| ロンドン映画批評家協会賞              | 2023年2月5日   | ブレイクスルー映画製作者賞（イギリス映画およびアイルランド映画） | シャーロット・ウェルズ                  | 受賞       | [ 32 ]               |
| 英国アカデミー賞                      | 2023年2月19日  | 主演男優賞                                                       | ポール・メスカル                        | ノミネート | [ 33 ]               |
| 英国アカデミー賞                      | 2023年2月19日  | キャスティング賞                                                 | ルーシー・パーディ                      | ノミネート | [ 33 ]               |
| 英国アカデミー賞                      | 2023年2月19日  | 英国作品賞                                                       |                                         | ノミネート | [ 33 ]               |
| 英国アカデミー賞                      | 2023年2月19日  | 英国新人脚本家・監督・プロデューサー賞                           | シャーロット・ウェルズ（脚本家/監督）   | 受賞       | [ 33 ]               |
| ハリウッド批評家協会映画賞            | 2023年2月24日  | 主演男優賞                                                       | ポール・メスカル                        | ノミネート | [ 34 ]               |
| ハリウッド批評家協会映画賞            | 2023年2月24日  | インディペンデント映画賞                                         |                                         | ノミネート | [ 34 ]               |
| ハリウッド批評家協会映画賞            | 2023年2月24日  | 第一回作品賞                                                     | シャーロット・ウェルズ                  | 受賞       | [ 34 ]               |
| アカデミー賞                          | 2023年3月12日  | 主演男優賞                                                       | ポール・メスカル                        | ノミネート | [ 35 ]               |